# Faluvégi Lajos
Faluvégi Lajos (Mátraderecske, 1924. október 22. – Budapest, 1999. december 5.) magyar közgazdász, pénzügyminiszter.

## Életpályája
Tanulmányait 1943-ig a Kossuth Lajos Felsőkereskedelmi Iskolában, majd 1962-ig az MKKE-n végezte.
A Budapesti Közgazdaságtudományi Egyetem címzetes tanára. 1945-től a Pénzügyminisztériumban főosztályvezető, 1968–1971 között pénzügyminiszter-helyettes, 1980-ig pénzügyminiszter, 1980–1986 között miniszterelnök-helyettes, az Országos Tervhivatal elnöke. 1987-ben nyugállományba vonult. Ezután 1988-tól 1993-ig a Magyar Könyvvizsgálók Egyesületének elnöke, 1989 májusától 1990 júniusáig a Tőzsdetanács elnöke, 1990–1993 között a Budapesti Értéktőzsde felügyelő bizottságának tagja volt.

## Pártpolitikusként
1975–1988 között az MSZMP Központi Bizottságának tagja volt. Ő hívta fel a figyelmet elsőként az államadósságra.

## Főbb művei
- Költségvetési gazdálkodás (1962)
- Pénzügyek a gazdasági irányítás rendjében; Tankönyvkiadó, Bp., 1968
- Állami pénzügyek és gazdaságirányítás (1973)
- Állami pénzügyek és gazdaságirányítás; 2., átdolg. kiad.; Közgazdasági és Jogi, Bp., 1977
- Pénzügyeink a hetvenes években. Válogatott tanulmányok, cikkek és nyilatkozatok (1980)
- Gazdasági építőmunkák feltételei és a pénzügyi politika (1980)
- A tervezés mai értéke. Gazdaságpolitika és társadalmi tervezés a hatodik ötéves terv időszakában; Kossuth, Bp., 1983
- Tervezés: egyensúly és megújulás, 1986–1990; Kossuth, Bp., 1986
- Számvitel, adózás és vállalkozás. A számviteli törvény a gyakorlatban (szerk., 1991)

## Kitüntetés
- Lengyel Gyula emlékérem (1987)

## Emlékezete
2004-ben, családi kezdeményezésre, Faluvégi Lajos nevével alapítvány jött létre, hogy életművének és munkásságának emléket állítson, valamint a hazai befektetési kultúra fejlesztésében részt vegyen.